# Pegging

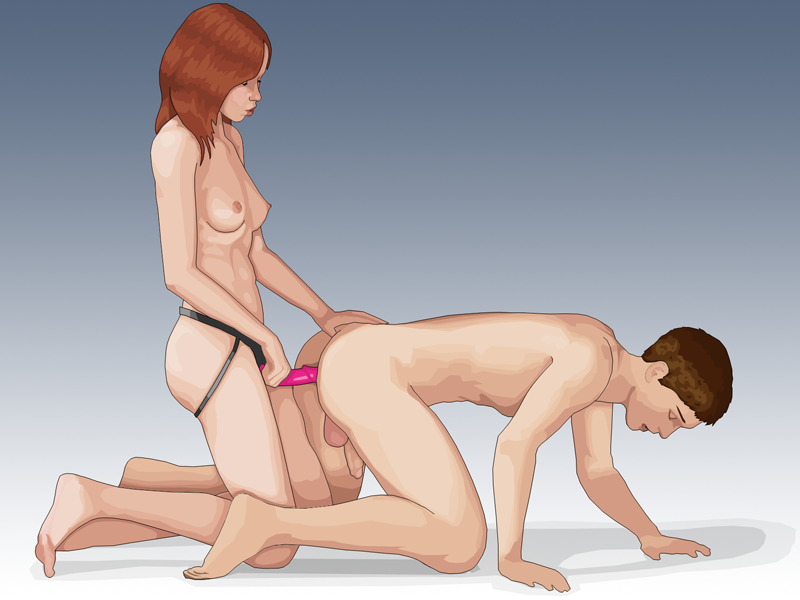
En kvinna penetrar en mans ändtarmsöppning medelst en dildo monterad runt hennes lår och höfter.

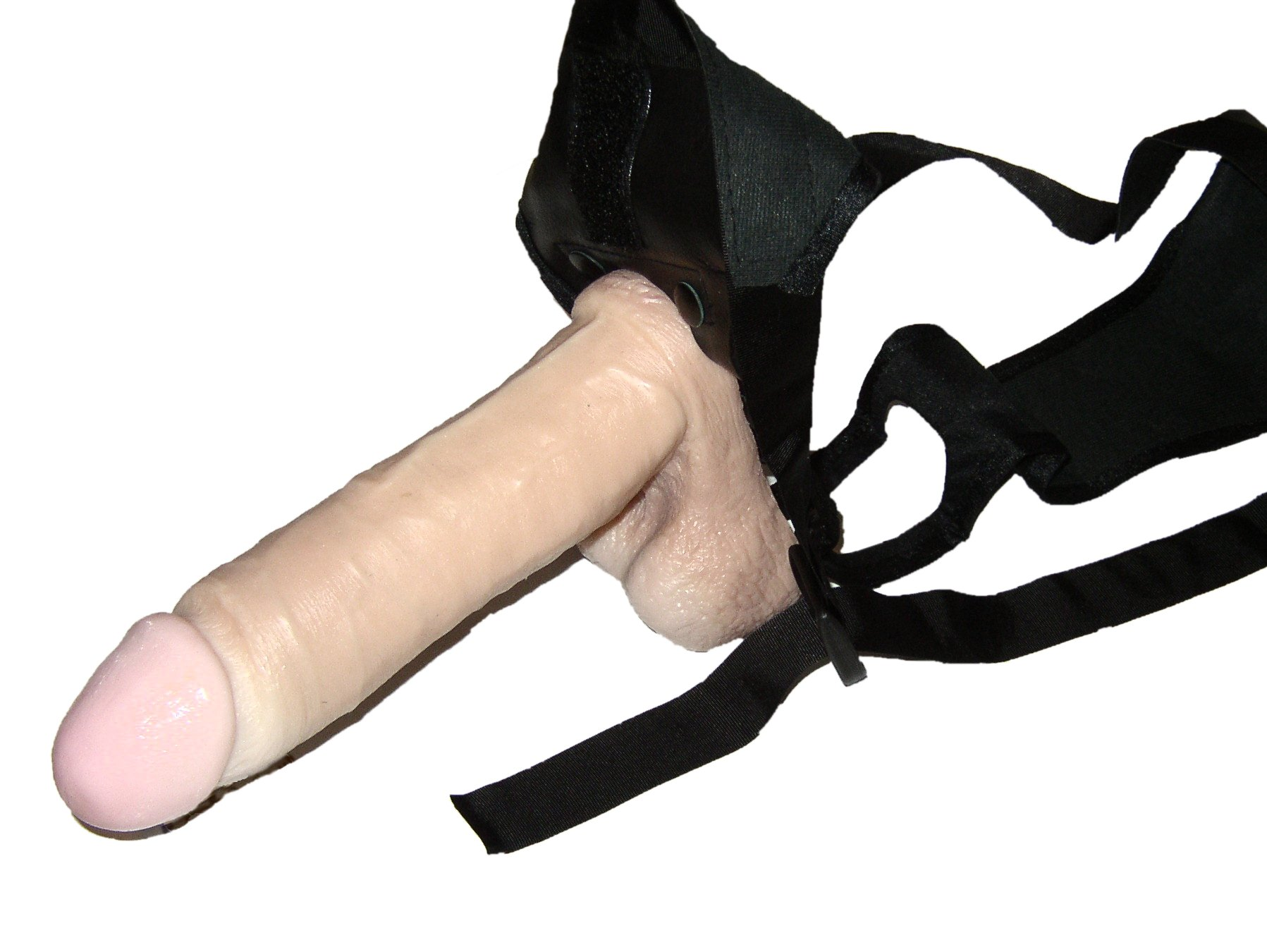
Strap-on-dildo

Pegging är när en kvinna sexuellt penetrerar en mans anus med en så kallad strap-on-dildo.
Namnet blev till då den amerikanske sexkolumnisten Dan Savage utlyste en tävling om vad man ska kalla den sexuella praktiken då en kvinna penetrerar en man. Omröstning resulterade i ordet ”pegging”. Ordet kan inte sägas vara fullt etablerat, men det börjar få fotfäste.
Andra termer som "Bend over Boyfriend" (vanligen förkortat BOB) och ibland "Bitch Boy" används också i vissa kretsar.

## Njutning
Pegging kan vara njutbart för båda parter. 
- Män kan finna stimulering av anus och prostata njutbar, under förutsättning att tillräckligt med glidmedel används. Eftersom manlig analsex är så starkt kopplat till homosexualitet, finner även vissa män, många av dem heterosexuella, upphetsning i det tabu som kretsar kring pegging.

- Kvinnor kan få stimulering från sin strap-on om den har en inbyggd vibrator eller i vissa fall en dubbelpenetrerande dildo. Även klitorisvibratorer alternativt andra dildos och analpluggar kan användas, om kvinnan söker penetrering.

Några män och kvinnor finner också njutning i de psykologiska aspekterna av pegging, framför allt som dominans och undergivenhet. Det är inte helt ovanligt att pegging är en del av så kallat Femdom-rollspel.

## Hälsorisker
Eftersom pegging inte medför någon direkt kontakt mellan könsorganen, är smittorisken för sexuellt överförbara sjukdomar mycket liten.
Det är mycket ovanligt med skador på ändtarmens slutmuskel (ringmuskeln), eller andra skador vid frivilliga analsamlag. Detta oavsett hur ofta man har analsamlag. En bristande teknik, genom att använda för lite glidmedel eller genom att tränga in för snabbt, kan dock ge upphov till övergående blödningar eller göra analsamlaget obehagligt; slemhinnan i anus är kärlrik, och blödningar kan därför lätt uppstå. Läkningsförmågan är dock utomordentligt god och blödningen upphör normalt sett tämligen omgående.

## Pegging i populär media
Den första pegging-scenen (långt innan termen utvecklades) verkar ha varit i den icke-pornografiska filmen Myra Breckinridge från 1970, baserad på romanen med samma namn av Gore Vidal.
Female-male strap-on-pornografin har blivit en blomstrande industri i USA, med så hög popularitet att ett antal studior uteslutande började ägna sig åt det. De mest anmärkningsvärda av dessa är Strap It On, Babes Balling Boys som kommit ut i minst sexton upplagor, Strap Attack, Strap-on Sirenz, Strap-on Chicks och Boss Bitches som kommit ut i över två dussin upplagor. Det är oklart vad som utlöst den ökande populariteten för denna genre, men det finns flera hundra titlar med uteslutande pegging samt dubbelt så många fler bisexuella och heterosexuella filmer med strap-on-scener.
Några få instruktionsfilmer och böcker har givits ut de senaste åren, inklusive Bend Over Boyfriend, som produceras av Fatale Media, Inc.